# Domaine de la Palanque
Le domaine de la Palanque est situé sur la commune de Saint-Louis-de-Montferrand, dans le département de la Gironde. 

## Historique
Les façades et les toitures font l’objet d’une inscription au titre des monuments historiques depuis le 10 mai 1966.